# Xawery Stańczyk
Xawery Tadeusz Stańczyk (ur. 7 czerwca 1985) – polski poeta, publicysta i kulturoznawca.

## Życiorys
Xawery Stańczyk ukończył studia kulturoznawcze w Instytucie Kultury Polskiej Uniwersytetu Warszawskiego (2009) oraz socjologiczne na Wydział Stosowanych Nauk Społecznych i Resocjalizacji UW (2012). W 2015 w IKP UW obronił napisaną pod kierunkiem Andrzeja Mencwela dysertację Kultura alternatywna w Polsce 1978–1996. Wyobraźnia, samoorganizacja, komunikacja, otrzymując stopień doktora nauk humanistycznych w dyscyplinie kulturoznawstwo. Doktorat otrzymał I nagrodę w Konkursie Narodowego Centrum Kultury na najlepszą pracę doktorską z dziedziny nauk o kulturze, a w 2018 zostały wydany jako książka Macie swoją kulturę. Kultura alternatywna w Polsce 1978–1996.
Za debiutancki tom poezji Skarb piratów został nominowany do Nagrody Literackiej „Nike” 2014. Według Piotra Bratkowskiego, szefa działu Kultura w tygodniku Newsweek Polska ten tom to „najbardziej intrygujący debiut poetycki ostatnich lat”. Artykuły i recenzje publikował m.in. w Kulturze Współczesnej, Res Publice Nowej i Wyspie.
Pracuje w Katedrze Socjologii Sztuki na Wydział Ekonomiczno-Socjologicznym Uniwersytetu Łódzkiego, a także w Głównym Urzędzie Statystycznym.

## Poezja
- Skarb piratów (Lampa i Iskra Boża, Warszawa 2013)
- Handluj z tym! (Lampa i Iskra Boża, Warszawa 2015)
- Mowa nienawiści / Hate Speech (Staromiejski Dom Kultury, Warszawa 2021, ISBN 978-83-66773-04-2)